# Shin'ichi Fukushima
Pour les articles homonymes, voir Fukushima.
Shin'ichi Fukushima (福島 晋一, Fukushima Shin'ichi, né le 17 septembre 1971) est un coureur cycliste japonais. Il est le seul Japonais à avoir remporté le Tour du Japon, en 2004. Il est également le frère de l'ex coureur cycliste japonais Kōji Fukushima.

## Biographie
Passé professionnel sur le tard en 2002 dans l'équipe Marlux-Ville de Charleroi après plusieurs années en France, d'abord à l'UC Aumale puis au CC Nogent-sur-Oise, où il était venu chercher de l’expérience et découvrir le Tour de France qu'il n'a jamais couru, Shin'ichi Fukushima s'est rendu populaire dans le peloton, en n'hésitant pas à attaquer de très loin ou à jouer de l'harmonica avant de partir pour divertir ses compagnons. Il a fait débuter Yukiya Arashiro, qui se destinait à devenir handballeur.

## Palmarès et résultats

### Palmarès par années
- 1999
  - 3e du Tour d'Okinawa
- 2000
  - 3e du Grand Prix de la ville de Nogent-sur-Oise
- 2001
  - Circuit des Deux Provinces
  - 2e de la Mi-août bretonne
  - 2e du Challenge Mayennais
- 2002
  - 2e étape du Tour du Canton de Saint-Ciers
  - 5e étape du Tour du Japon
  - 3e du Circuit de Saône-et-Loire
  - 3e de Paris-Chauny
- 2003
  -  Champion du Japon sur route
  - 4e étape du Tour de Hokkaido
- 2004
  - Grand Prix de Saint-Etienne Loire
  - 2e étape du Circuit des Ardennes
  - Classement général du Tour du Japon
  - 2e étape du Tour de Serbie
  - 2e du Tour de Chine
  - 2e du Tour d'Okinawa
  - 3e du Circuit des Ardennes
- 2005
  - Tour du Siam :
    - Classement général
    - 3e étape
- 2006
  - 1re étape du Tour du Siam
  - 1re étape du Tour de León
  - 2e du Tour du Siam
  -  Médaillé d'argent du championnat d'Asie sur route
  - 3e de la Flèche hesbignonne
  - 3e de la Châteauroux Classic de l'Indre
- 2007
  - 7e étape du Tour de Langkawi
  - 8e étape du Tour de Corée
  - 2e du Tour de Corée
- 2008
  - 3e étape du Tour du Japon
  - 3e du championnat du Japon sur route
- 2009
  - 2e de la Kumamoto International Road Race
  - 3e du Tour d'Okinawa
  - 3e du Tour de Kumano
- 2010
  -  Champion du Japon du contre-la-montre
  - Tour de Okinawa :
    - Classement général
    - 2e étape

  - 3e du Tour de Kumano
- 2011
  - 5e étape du Tour de Taïwan
  - Classement général du Tour de Brunei
  - 8e et 10e étapes du Tour d'Indonésie
  - 9e du championnat d'Asie sur route
- 2012
  - 1re et 6e étapes du Jelajah Malaysia

### Classements mondiaux
| Année           | 2005 | 2006 | 2007 | 2008 | 2009 | 2010  | 2011 | 2012 | 2013 |
| --------------- | ---- | ---- | ---- | ---- | ---- | ----- | ---- | ---- | ---- |
| UCI Asia Tour   | 25e  | 11e  | 23e  | 45e  |      | 26e   | 13e  | 21e  | 130e |
| UCI Europe Tour | 878e | 175e |      |      |      | 1064e |      |      |      |